# درو سامية
درو سامية (بالإنجليزية: Dru Samia)‏ هو لاعب كرة قدم أمريكية أمريكي، ولد في 22 أغسطس 1997 في دانفيل في الولايات المتحدة.

## وصلات خارجية
- درو سامية على موقع مرجع كرة القدم المحترفة.كوم (الإنجليزية)